# Namco Museum Vol. 1
Namco Museum Vol. 1 (Japans: ナムコミュージアム vol. 1) is een videospel voor het platform Sony PlayStation. Het spel werd uitgebracht in 1995. 
Het spel omvat de volgende spellen:
- Bosconian (1981)
- Galaga (1981)
- New Rally-X (1981)
- Pac-Man (1980)
- Pole Position (1982)
- Rally-X (1980)
- Toy Pop (1986)

## Ontvangst
| Beoordeeld door                  | Datum            | Score |
| -------------------------------- | ---------------- | ----- |
| The Video Game Critic            | 15 juli 1999     | 83%   |
| Electronic Gaming Monthly (EGM)  | april 1996       | 81%   |
| Consoles Plus                    | juli 1996        | 80%   |
| IGN                              | 25 november 1996 | 80%   |
| Official UK PlayStation Magazine | 1996             | 70%   |
| Game Players                     | april 1996       | 66%   |
| GameSpot                         | 12 december 1996 | 62%   |
| Consoles News                    | juli 1996        | 60%   |